# Lidmyrtjärnen, Ångermanland
Lidmyrtjärnen är en sjö i Örnsköldsviks kommun i Ångermanland och ingår i Moälvens huvudavrinningsområde.